# 短唇雙鰭電鰩
短唇雙鰭電鰩（學名：Narcine brevilabiata），又稱短唇雙鰭電鱝、黑斑雙鰭電鰩、電魴、雷魚，為軟骨魚綱電鰩目雙鰭電鰩科雙鰭電鰩屬的一種，被IUCN列為易危保育類動物，分布於西北太平洋區，包括中國大陸、臺灣、越南、暹羅灣周邊的南海海域，深度20至70公尺，本魚頭部、軀幹和胸鰭連成一體，形成一厚且光滑之橢圓體盤，和尾鰭分開，兩側各具一縱走之皮褶，眼睛很小，噴水孔與眼有一定距離，後緣光滑，口小，唇厚，吻略尖，具強大之唇軟骨。齒細小，背鰭2個，大小相同，位於尾鰭之上，身體銹褐色，上面有小黑點和斑點，還有一些較大的圓形斑點，尾巴上有許多小斑點，腹部白色，頭至胸鰭間有發電器官，體長可達32公分，棲息在沙泥底質海域，為夜行性底棲性魚類，屬肉食性，體內的發電器官，可能用來防禦或捕食，生活習性不明。

## 扩展阅读
- 維基物種上的相關：短唇雙鰭電鱝